# Tingpladsen (Flensborg)
Tingpladsen var en central beliggende plads i det indre Flensborg. Pladsen lå midtvejs mellem Nørre- og Søndertorvet på grænsen af Sankt Mariæ (Vor Frue) og Sankt Nikolaj Sogne. Pladsen fungerede i århundreder som byens tingsted, hvor borgerskabet udøvede den dømmende og lovgivende magt. Mod nord var pladsen afgrænset af Rudebækken, som dannede grænsen mellem Sankt Nikolaj- og Vor Frue-kvarter. I anden halvdel af 1300-tallet blev der vest for pladsen bygget en bymur som et led i bybefæstningen. I 1445 opførtes her byens første rådhus, hvorved en del af pladsen blev overbygget. 1796 opførtes byens første skuespilhus på stedet. Pladsen blev efterhånden helt overbygget og forsvandt af bybilledet. Den befandt sig omtrent ved hjørnet Storegade / Holmen / Rådhusgade.